# Ergenekon
Ergenekon é supostamente uma organização turca formada, entre outros, por militares, policiais, políticos, sindicalistas e acadêmicos de ideologia kemalista e nacionalista, com o objetivo de levar a cabo um golpe de Estado em 2003 contra o governo de Recep Tayyip Erdogan. Em teoria, o seu plano era mergulhar a Turquia no caos, e, assim, facilitar a intervenção do exército turco em um golpe. A partir de então a oposição política ao Erdogan afirmou que o governo inventou o Ergenekon para tirar do cenário político seus adversários políticos e enfraquecer a democracia do país. A investigação da trama pela justiça turca começou em 2007 e, desde então, mais de 200 pessoas foram presas acusadas de pertencer a esta organização. As últimas detenções ocorreram em março de 2010, 28 pessoas, incluindo vários militares em atividade. Segundo alguns, estaria ligado a grupo internacional Hizb ut-Tahrir.
Em agosto de 2013, o chefe de gabinete entre 2008 e 2010, o general Ilker Basbug foi condenado à prisão perpétua; além dele foram julgados mais quinze réus, incluindo jornalistas , advogados e líderes da oposição por organizar e participar de uma conspiração com para promover um golpe de Estado contra o governo islâmico do primeiro-ministro Recep Tayyip Erdogan. Dos 275 réus, a grande maioria, entre eles três parlamentares do principal partido da oposição, o Partido Republicano do Povo (CHP) - foram condenados a penas entre 2 a 49 anos de prisão e pelo menos 21 foram absolvidos.
Depois de ter cumprido dois anos de uma pena de prisão perpétua, o antigo chefe de Estado maior das forças armadas turco, Ilker Basbug, saiu em liberdade. O tribunal constitucional turco considerou terem existido irregularidades no processo que demorou 5 anos e atirou para a prisão outros 200 militares e pessoas de vários setores da sociedade, incluindo jornalistas.